# Hugo Keto
Hugo Keto (Helsinki, 9 febbraio 1998) è un calciatore finlandese, portiere dell'IFK Värnamo.

## Carriera

### Club
Nato ad Helsinki, inizia la propria carriera con l'HJK prima di trasferirsi in Inghilterra, dove entra a far parte delle giovanili di Arsenal e Brighton; nel 2019 viene ceduto in prestito al Waterford United dove gioca due incontri nella massima divisione irlandese.
Nel 2020 fa ritorno in patria all'HJK.
Il 24 gennaio 2022 passa ai norvegesi del Sandefjord, a cui si lega con un contratto triennale.

### Nazionale
Dopo avere rappresentato le selezioni giovanili finlandesi, il 3 ottobre 2023 viene convocato per la prima volta in nazionale maggiore.

## Statistiche
Statistiche aggiornate al 21 ottobre 2021.

### Presenze e reti nei club
| Stagione        | Squadra          | Campionato      | Campionato | Campionato | Coppe nazionali | Coppe nazionali | Coppe nazionali | Coppe continentali | Coppe continentali | Coppe continentali | Altre coppe | Altre coppe | Altre coppe | Totale | Totale | Totale |
| Stagione        | Squadra          | Comp            | Pres       | Reti       | Comp            | Pres            | Reti            | Comp               | Pres               | Reti               | Comp        | Pres        | Reti        | Pres   | Reti   |        |
| --------------- | ---------------- | --------------- | ---------- | ---------- | --------------- | --------------- | --------------- | ------------------ | ------------------ | ------------------ | ----------- | ----------- | ----------- | ------ | ------ | ------ |
| 2019            | Waterford United | PD              | 2          | 0          | CI+CdL          | 0+1             | 0               |                    | -                  | -                  |             | -           | -           | 3      | 0      |        |
| 2020            | Klubi 04         | K               | 2          | 0          |                 | -               | -               |                    | -                  | -                  |             | -           | -           | 2      | 0      |        |
| 2020            | HJK              | VL              | 7          | 0          | CF              | 0               | 0               |                    | -                  | -                  |             | -           | -           | 7      | 0      |        |
| 2021            | HJK              | VL              | 18         | 0          | CF              | 6               | 0               | UCL+UEL+UECL       | 0+0+3              | 0                  |             | -           | -           | 27     | 0      |        |
| Totale carriera | Totale carriera  | Totale carriera | 30         | 0          |                 | 7               | 0               |                    | 3                  | 0                  |             | -           | -           | 40     | 0      |        |

### Cronologia presenze e reti in nazionale
| Cronologia completa delle presenze e delle reti in nazionale ― Finlandia under 21 | Cronologia completa delle presenze e delle reti in nazionale ― Finlandia under 21 | Cronologia completa delle presenze e delle reti in nazionale ― Finlandia under 21 | Cronologia completa delle presenze e delle reti in nazionale ― Finlandia under 21 | Cronologia completa delle presenze e delle reti in nazionale ― Finlandia under 21 | Cronologia completa delle presenze e delle reti in nazionale ― Finlandia under 21 | Cronologia completa delle presenze e delle reti in nazionale ― Finlandia under 21 | Cronologia completa delle presenze e delle reti in nazionale ― Finlandia under 21 |
| Data                                                                              | Città                                                                             | In casa                                                                           | Risultato                                                                         | Ospiti                                                                            | Competizione                                                                      | Reti                                                                              | Note                                                                              |
| --------------------------------------------------------------------------------- | --------------------------------------------------------------------------------- | --------------------------------------------------------------------------------- | --------------------------------------------------------------------------------- | --------------------------------------------------------------------------------- | --------------------------------------------------------------------------------- | --------------------------------------------------------------------------------- | --------------------------------------------------------------------------------- |
| 5-9-2017                                                                          | Lahti                                                                             | Finlandia under 21                                                                | 1 – 1                                                                             | Fær Øer under 21                                                                  | Qual. Europeo Under-21 2019                                                       | -1                                                                                |                                                                                   |
| 10-11-2017                                                                        | Tbilisi                                                                           | Georgia under 21                                                                  | 2 – 2                                                                             | Finlandia under 21                                                                | Qual. Europeo Under-21 2019                                                       | -2                                                                                |                                                                                   |
| 23-3-2018                                                                         | Gargždai                                                                          | Lituania under 21                                                                 | 0 – 2                                                                             | Finlandia under 21                                                                | Qual. Europeo Under-21 2019                                                       | -                                                                                 |                                                                                   |
| 8-6-2018                                                                          | Toftir                                                                            | Fær Øer under 21                                                                  | 1 – 3                                                                             | Finlandia under 21                                                                | Qual. Europeo Under-21 2019                                                       | -1                                                                                |                                                                                   |
| 7-9-2018                                                                          | Aalborg                                                                           | Danimarca under 21                                                                | 2 – 0                                                                             | Finlandia under 21                                                                | Qual. Europeo Under-21 2019                                                       | -2                                                                                |                                                                                   |
| 11-9-2018                                                                         | Helsinki                                                                          | Finlandia under 21                                                                | 1 – 3                                                                             | Polonia under 21                                                                  | Qual. Europeo Under-21 2019                                                       | -3                                                                                |                                                                                   |
| 12-10-2018                                                                        | Seinäjoki                                                                         | Finlandia under 21                                                                | 1 – 2                                                                             | Georgia under 21                                                                  | Qual. Europeo Under-21 2019                                                       | -2                                                                                |                                                                                   |
| 16-10-2018                                                                        | Valkeakoski                                                                       | Finlandia under 21                                                                | 0 – 2                                                                             | Lituania under 21                                                                 | Qual. Europeo Under-21 2019                                                       | -2                                                                                |                                                                                   |
| 9-10-2020                                                                         | Ballymena                                                                         | Irlanda del Nord under 21                                                         | 2 – 3                                                                             | Finlandia under 21                                                                | Qual. Europeo Under-21 2021                                                       | -2                                                                                |                                                                                   |
| Totale                                                                            |                                                                                   | Presenze                                                                          | 9                                                                                 |                                                                                   | Reti                                                                              | -15                                                                               |                                                                                   |

| Cronologia completa delle presenze e delle reti in nazionale ― Finlandia under 19 | Cronologia completa delle presenze e delle reti in nazionale ― Finlandia under 19 | Cronologia completa delle presenze e delle reti in nazionale ― Finlandia under 19 | Cronologia completa delle presenze e delle reti in nazionale ― Finlandia under 19 | Cronologia completa delle presenze e delle reti in nazionale ― Finlandia under 19 | Cronologia completa delle presenze e delle reti in nazionale ― Finlandia under 19 | Cronologia completa delle presenze e delle reti in nazionale ― Finlandia under 19 | Cronologia completa delle presenze e delle reti in nazionale ― Finlandia under 19 |
| Data                                                                              | Città                                                                             | In casa                                                                           | Risultato                                                                         | Ospiti                                                                            | Competizione                                                                      | Reti                                                                              | Note                                                                              |
| --------------------------------------------------------------------------------- | --------------------------------------------------------------------------------- | --------------------------------------------------------------------------------- | --------------------------------------------------------------------------------- | --------------------------------------------------------------------------------- | --------------------------------------------------------------------------------- | --------------------------------------------------------------------------------- | --------------------------------------------------------------------------------- |
| 10-10-2015                                                                        | Skopje                                                                            | Finlandia under 19                                                                | 0 – 1                                                                             | Inghilterra under 19                                                              | Qual. Europeo Under-19 2016                                                       | -1                                                                                |                                                                                   |
| 13-10-2015                                                                        | Skopje                                                                            | Macedonia del Nord under 19                                                       | 1 – 2                                                                             | Finlandia under 19                                                                | Qual. Europeo Under-19 2016                                                       | -1                                                                                |                                                                                   |
| 6-10-2016                                                                         | Tessenderlo                                                                       | Russia under 19                                                                   | 1 – 1                                                                             | Finlandia under 19                                                                | Qual. Europeo Under-19 2017                                                       | -1                                                                                |                                                                                   |
| 8-10-2016                                                                         | Tessenderlo                                                                       | Belgio under 19                                                                   | 2 – 2                                                                             | Finlandia under 19                                                                | Qual. Europeo Under-19 2017                                                       | -2                                                                                |                                                                                   |
| 11-10-2016                                                                        | Maasmechelen                                                                      | Finlandia under 19                                                                | 6 – 0                                                                             | Kazakistan under 19                                                               | Qual. Europeo Under-19 2017                                                       | -                                                                                 |                                                                                   |
| 23-3-2017                                                                         | Assen                                                                             | Paesi Bassi under 19                                                              | 1 – 0                                                                             | Finlandia under 19                                                                | Qual. Europeo Under-19 2017                                                       | -1                                                                                |                                                                                   |
| 25-3-2017                                                                         | Assen                                                                             | Grecia under 19                                                                   | 4 – 1                                                                             | Finlandia under 19                                                                | Qual. Europeo Under-19 2017                                                       | -4                                                                                |                                                                                   |
| Totale                                                                            |                                                                                   | Presenze                                                                          | 7                                                                                 |                                                                                   | Reti                                                                              | -10                                                                               |                                                                                   |

| Cronologia completa delle presenze e delle reti in nazionale ― Finlandia under 17 | Cronologia completa delle presenze e delle reti in nazionale ― Finlandia under 17 | Cronologia completa delle presenze e delle reti in nazionale ― Finlandia under 17 | Cronologia completa delle presenze e delle reti in nazionale ― Finlandia under 17 | Cronologia completa delle presenze e delle reti in nazionale ― Finlandia under 17 | Cronologia completa delle presenze e delle reti in nazionale ― Finlandia under 17 | Cronologia completa delle presenze e delle reti in nazionale ― Finlandia under 17 | Cronologia completa delle presenze e delle reti in nazionale ― Finlandia under 17 |
| Data                                                                              | Città                                                                             | In casa                                                                           | Risultato                                                                         | Ospiti                                                                            | Competizione                                                                      | Reti                                                                              | Note                                                                              |
| --------------------------------------------------------------------------------- | --------------------------------------------------------------------------------- | --------------------------------------------------------------------------------- | --------------------------------------------------------------------------------- | --------------------------------------------------------------------------------- | --------------------------------------------------------------------------------- | --------------------------------------------------------------------------------- | --------------------------------------------------------------------------------- |
| 17-10-2014                                                                        | Jakovo                                                                            | Paesi Bassi under 17                                                              | 2 – 0                                                                             | Finlandia under 17                                                                | Qual. Europeo Under-17 2015                                                       | -2                                                                                |                                                                                   |
| 19-10-2014                                                                        | Stara Pazova                                                                      | Serbia under 17                                                                   | 1 – 0                                                                             | Finlandia under 17                                                                | Qual. Europeo Under-17 2015                                                       | -1                                                                                |                                                                                   |
| 22-10-2014                                                                        | Jakovo                                                                            | Finlandia under 17                                                                | 2 – 1                                                                             | Malta under 17                                                                    | Qual. Europeo Under-17 2015                                                       | -1                                                                                |                                                                                   |
| Totale                                                                            |                                                                                   | Presenze                                                                          | 3                                                                                 |                                                                                   | Reti                                                                              | -4                                                                                |                                                                                   |

## Palmarès

### Club

#### Competizioni nazionali
- Campionato finlandese: 2

HJK: 2020, 2021
- Coppa di Finlandia: 1

HJK: 2020